# Olenecamptus anogeissi
Olenecamptus anogeissi es una especie de escarabajo longicornio del género Olenecamptus, categorizada en la tribu Dorcaschematini, de la subfamilia Lamiinae. Fue descrita por Gardner en 1930.

## Descripción
Mide 9-16 mm de longitud.

## Distribución
Se distribuye por India, Nepal y Sri Lanka.